# تیم ملی فوتبال استونی
تیم ملی فوتبال استونی یک تیم فوتبال بین‌المللی است که به نمایندگی از کشور استونی به میدان می‌رود. این تیم زیر نظر اتحادیه فوتبال استونی فعالیت می‌کند.